# Чепіга-Зеленкевич Яків Феофанович
Яків Феофанович/Теофанович Чепіга (Зеленкевич) (нар. 12 травня 1875, Мар'янка, Херсонська губернія, Російська імперія — 22 серпня 1938) — український педагог, психолог, громадський діяч, автор проєкту української школи, українських шкільних підручників, понад 150 наукових праць з теорії та методики початкового навчання, ідеї якого вплинули на розвиток педагогічної науки в Україні у 1920-1930-х.

## Біографія
Народився 12 травня 1875 в с. Мар'янка на Херсонщині (нині Миколаївська область). Походив з давнього козацького роду (прізвище Зеленкевич по батьку, а Чепіга — по матері).
У 1892 зікінчив Грушівське двокласне народне училище, а в 1892—1895 навчався в Новобузькій учительській семінарії (Миколаївська область).
У дореволюційні роки працював учителем у школах Донбасу, зокрема в 1900—1901 рр. завідував вечірніми курсами для дорослих у Луганську, а в 1908—1911 рр. — Народним університетом Вознесенського рудника на Донбасі.
Під час Української революції активно займався організаційно-педагогічною роботою.
У 1917 р. виконував обов'язки завідувача народної освіти реформованого Київського повітового земства.
У 1918 р. — експерт початкових шкіл м. Києва.
У 1919 р. брав активну участь у роботі Народного Комісаріату освіти УСРР з розробки основ і програми загальноосвітньої трудової школи.
У 1920 р. — завідувач дошкільним відділом народної освіти та секцією дитячих будинків Київської губернської народної освіти.
У 1920—1925 рр. — брав участь у роботі організаційного комітету в справі створення Київського інституту народної освіти (КІНО), де невдовзі отримав посаду декана дошкільного факультету і помічника ректора. Пізніше працював деканом факультету соціального виховання, проректором та профессором.
У 1921 р. — заступник завгубсоцвиху Київщини. Один із засновників у Києві Педологічного інституту в 1921 р. спочатку був проректором, а пізніше його науковим співробітником відділу «Фізична праця й трудові процеси». У 1922 р. інститут реформували в Науково-дослідну кафедру педології, а Якова Феофановича призначили керівником секції практичної підготовки, у якій пропрацював до 1925 р.
У жовтні 1925 р. очолив секцію методики й дидактики Харківської науково-дослідної кафедри педагогіки, на базі якої в 1926 р. організаційно оформився Український науково-дослідний інститут педагогіки (УНДІП), де працював науковим співробітником секції методики навчання дорослих  до 1933 р. У 1935—1936 рр. очолював кафедру педагогіки Могилівського педагогічного інституту в Білорусі. Із 10 серпня до 23 листопада 1936 р. завідувач педагогічної частини середньої школи № 317. Москви. З листопада 1936 по липень 1937 р. читав лекції в педагогічному інституті м. Сталінабад.
У жовтні 1937 р. арештовано за звинувФ.ачення в причетності до антирадянської української націоналістично-терористичної організації Управлінням держбезпеки Харківського обласного управління НКВС, і 20 листопада Особливою трійкою УНКВС Харківської області засуджено до 10 років заслання. Помер 22 серпня 1938 р. в засланні на території Севвостлагу (бухта Нагаєво) від різкого зниження серцевої діяльності. Похований на цвинтарі при Північно-Східному таборі копальні «Стахановець» Сусуманського району Магаданської області Російської Федерації. 20 березня 1958 р. за рішенням військового трибуналу Київського військового округу справа Я. Ф. Чепіги була припинена за відсутністю складу злочину.

## Наукова діяльність
В імперський період, провідною ідеєю  Якова Чепіги було створення української національної школи, національної системи освіти й виховання, яку розробляв і пропагував у працях: «До національної школи» (1909 р.), «Національність і національна школа» (1910 р.), «Ґрунтовні принципи нормальної школи» (1911 р.), «Психофізіологічні  основи  правопису» (1911 р.), «Національне виховання» (1913 р.) та ін. У «Проекті української школи» 1913 р. сформував вимоги до нової української національної школи:
- у створенні школи має брати участь усе українське вчительство;
- школа має бути народною і відповідати інтересам народних мас;
- важливо, щоб освіта була глибоко національною, рідномовною, відповідала душі і розуму народу, його культурному, соціальному та економічному розвиткові;
- школу слід будувати на підвалинах, які не порушують прав дитини, вільного й нормального розвитку її фізичних і духовних сил, індивідуальних рис.
У революційні роки Я. Чепіга стає прихильником ідей соціалізму та продовжує виступати за створення національної освіти в Україні аналізуючи освітню політику тогочасних урядів у працях: «Соціалізація освіти» (1917 р.), «Завдання моменту» (1918 р.), «Школа й освіта на Вкраїні» (1919 р.).
Головним напрямком досліджень Я. Чепіги була педологія — наука про дитину або експериментальна педагогіка. Вивчаючи та аналізуючи досвіди американського психолога С. Хола, німецького педагога В. Лая, школи Л. М. Толстого, доводить необхідність побудови нової системи освіти й виховання на основі глибокого вивчення природи дитини (фізіології, спадковості та вікових психофізіологічних особливостей). Цій ідеї присвячені праці: «Педологія або наука про дітей» (1911 р.), «Увага і розумовий розвиток дитини» (1911 р.), «Брехливість у справі виховання» (1912 р.), «Страх і кара» (1912 р.), «Уява і мислення та творча діяльність дитини» (1914 р.), «Моральне внушіння в справі виховання» (1924 р.) та ін.
Розкриттю значення та ролі вчителя  Я. Чепіга присвятив праці: «Народний вчитель та національне питання» (1912 р.) і «Самовиховання вчителя» (1914 р.)
Обґрунтовував та розвинув ідею побудови трудової школи у наступних працях: «До трудової вільної школи!» (1918—1919 рр.), «„Трудова школа“ П. П. Блонського» (1918—1919 рр.), «Азбука трудового виховання й освіти» (1922 р.), «Практична трудова педагогіка» (1924 р.) та ін.
Створив підручники для початкової школи: «Задачник для початкових народних шкіл. Рік перший і другий» (1918 р.), читанку «Веселка» (1921 р.) (співавторство з Г. Іваницею та Б. Якубовським), «Шляхом життя: Читанка для 6–7 груп трудової школи, робфаків, шкіл для дорослих т. ін.» (1923 р.), «Рухому хрестоматію української сучасної літератури» (1928 р.) (співавторство з Л. Єгоровою та В. Павловським), що стали одними з перших написаних українською мовою з новим змістовим наповненням.
У 20-ті роки ХХ ст. виникають та набувають поширення ідеї комплексного навчання. У працях: «Будова комплексу» (1925 р.), «Що то є комплекс» (1925 р.), «Від розмов до діла (з приводу дискусії про методи навчання)» (1926 р.)  Я. Чепіга вказує на недоліки комплексної системи як основи навчально-виховного процесу та розкриває важливість класно-урочної системи навчання.
У першій половині 30-х років Я. Чепіга написав низку методичних посібників для вчителів початкових класів: «Методика усної лічби та вправи у перших групах семирічки» (1930 р.), «Методика навчання в трудовій школі першого концентру» (1930 р.), «Читання й робота над книжкою в першому концентрі політехнічної школи» (1932 р.), «Методика роботи з підручником математики» (1933 р.), «Методичні поради до роботи з читанкою першого класу» (1934 р.). Підручники, методичні посібники для навчання дорослих: «Буквар для шкіл грамоти» (1933 р.), «Методичні поради до букваря для шкіл грамоти» (1934) та ін.  Вони відіграли велику роль у розвитку української освіти в першій чверті ХХ ст. й стали фундаментом для подальшого створення підручників для шкіл.

## Вибрані праці
Чепіга Я. Ф. Вплив улиці на виховання дітей // Українська хата. — 1909. — № 10. — С. 553—557.
Чепіга Я. Ф. До національної школи // Українська хата. — 1909. — № 6. — С. 337—339.
Чепіга Я. Ф. Моральне внушіння в справі виховання // Світло. — 1910. — Кн. — С. 20-33.
Чепіга Я. Ф. Національність і національна школа // Світло. — 1910. — Кн. 1. — С. 16-29.
Чепіга Я. Ф. Ґрунтовні прінціпи нормальної школи // Світло. — 1911. — Кн. 1. — С. 3-7.
Чепіга Я. Ф. Педологія, або наука про дітей // Світло. — 1911. — Кн. 5. — С. 4-9.
Чепіга Я. Ф. Псіхо-фізіологичні основи правопису // Світло. — 1911. — Кн. 9. — С. 61-71.
Чепіга Я. Ф. Л. Толстой і його школа // Світло. — 1911. — Кн. 5. — С. 20-30.
Чепіга Я. Ф. Увага і розумовий розвиток дитини // Світло. — 1911. — Кн. 1. — С. 20-33.
Чепіга Я. Ф. Брехливість у справі виховання  // Світло. — 1912. — Кн. — С. 3-15.
Чепіга Я. Ф. Вільна школа. Її ідеї й здійсненє їх в практиці // Учитель. — 1912. — Ч. 1. — С. 14-18 ; Ч. 2. — С. 38-40 ; Ч. 3. — С. 76-77 ; Ч. 4. — С. 107—110.
Чепіга Я. Ф. Народній учитель і національне питання // Світло. — 1912. — Кн. 1. — С. 15-25.
Чепіга Я. Ф. Страх і кара // Світло. — 1912. — Кн. 6. — С. 15-31; Кн. 7. — С. 21-36.
Чепіга Я. Ф. Вільна школа. Її ідеї й здійсненє їх в практиці // Учитель. — 1913. — Ч. 5. — С. 137—140 ; Ч. 6. — С. 175—178 ; Ч. 7. — С. 204—206 ; Ч. 8. — С. 240—242 ; Ч. 9. — С. 271—275 ; Ч. 10. — С. 308—310; Ч. 11/12. — С. 338—340.
Чепіга Я. Ф. Проблєма народнього виховання і освіти // Учительське слово. — 1913. — Ч. 15. — С. 342—345 ; Ч. 17. — С. 374—377.
Чепіга Я. Ф. Проект української школи: (перші два роки) // Світло. — 1913. — Кн. 3. — С. 14-30.
Чепіга Я. Ф. Проект української школи: (3-й, 4-й, 5-й і 6-й рік навчання) // Світло. — 1913. — Кн. 4. — С. 12-29.
Чепіга Я. Ф. Проект української школи. Ґрунтові постуляти проекта // Світло. — 1913. — Кн. — С. 31-41.
Чепіга Я. Ф. Самовиховання учителя // Світло. — 1913. — Кн. 8. — С. 9-18 ; Кн. 9. — С. 6-13.
Чепіга Я. Ф. Проблеми виховання й навчання в світлі науки й практики: зб. псіхо-пед. ст. Кн. 1. — К. : Друк. Перш. Київ. Артілі Друк. Справи, 1913. — 156 с.
Чепіга Я. Ф. Уява і мислительна та творча діяльність дитини // Світло. — 1914. — Кн. 9. — С. 13-40.
Чепіга Я. Ф. Задачник для початкових народних шкіл: рік перший. — К. : Укр. школа під
орудою С. Русової, Ю. Сірого, Я. Чепіги і С. Черкасенка, 1917. — 64 с.
Чепіга Я. Ф. Соціялізація народньої освіти // Вільна Українська  Школа. — 1917 (рік перший). — № 2. — С. 74-83.
Чепіга Я. Ф. Письмо в школі: метод. підруч. для вчителя: Вільна творчість. Твори по малюнках. Вільна диктура. — К.: Т-во «ДЗВІН»: Укр. школа під орудою С. Русової, Ю. Сірого, Я. Чепіги і С. Черкасенка, 1918. — 39 с.
Чепіга Я. Ф. До трудової вільної школи! // Вільна Українська Школа. — 1918–19 (рік другий). — № 8/9. — С. 81-85.
Чепіга Я. Ф. Завдання моменту // Вільна Українська Школа. — 1918–19 (рік другий). — № 3. — С. 137—139.
Чепіга Я. Ф. Тимчасові програми для нижчих початкових шкіл на 1918–19 шкільний рік: (критич. нарис) // Вільна Українська Школа. — 1918–19 (рік другий). — № 5. — С. 291—297.
Чепіга Я. Ф. «Трудова школа» П. П. Блонського: (критич. нарис) // Вільна Українська Школа. — 1918–19 (рік другий). — № 10. — С. 197—211.
Чепіга Я. Ф. Школа й освіта на Вкраїні: Другий делегатський з'їзд Всеукраїнської Учительської Спілки. З'їзд по позашкільної освіти і дошкільного вихованню. Про ін.-т дослідження дитини. Останні розпорядження радянської влади // Вільна Українська Школа. — 1918–19 (рік другий). — № 6/7. — С. 60-64.
Чепіга Я. Ф. Школа й Освіта на Україні // Вільна Українська Школа. — 1918–19 (рік другий). — № 8/9. — С. 132—136.
Чепіга Я. Ф.  Букварь: для дорослих. — Вид. 1-ше. — К.: Всеукр. учител. видавн. т-во «ВСЕУВИТО», 1919. — 28 с.
Чепіга Я. Ф. Зжиті форми старої школи й нова трудова соціялистична школа-комуна // Социалист. трудов. школа. — 1919. — 25 лип. (бюл. № 2). — С. 1.
Чепіга Я. Ф. Українське учительство в нових освітніх обставинах // Вільна Українська Школа. — 1919–20 (рік третій). — № 1/3. — С. 84-87.
Чепіга Я. Ф. На шляху до трудової школи: метод. й дидакт. поради щодо зміни в освіті й вихованні. — К. : Шкіл. освіта, 1920. — 24 с.
Чепіга Я. Ф. Перший рік навчання в Трудовій Школі // Пролет. Освіта. — 1920. — № 1. — С. 6-14.
Чепіга Я. Ф. Веселка: перша читанка після букваря. — К.: Держ. Вид-во, 1921. — 125 с.
Чепіга Я. Ф.  Азбука трудового виховання й освіти: основи орг. труд. школи з методологією почат. навчання: підруч. для працьовників різн. установ соціял. виховання, студ. ін-тів нар. освіти і учнів пед. шк. — К. : Держ. вид-во, 1922. — 146 с.
Чепіга Я. Ф. Веселка: граматка до науки читання й писання. — Вид. 2-ге, переробл. — К.: Держ. вид-во, 1922. — 59 с.
Чепіга Я. Ф. Значіння руху й діяльності в розвитку дитини // Путь просвещения. — 1922. — № 2. — С. 118—126.
Чепіга Я. Ф. Розвиток органів почуття та іх значіння у вихованні дитини // Путь просвещения. — 1922. — № 5. — С. 97-124.
Чепіга Я. Ф. Задачник для початкового навчання в трудових школах: рік третій. — Вид. 3-тє, виправл. й переробл. — К. : Держ. Вид-во України, 1923. — 98 с.
Чепіга Я. Ф. Задачник для трудової школи: четвертий концентр : 4-й рік навчання. — К. : Вид. коопер. видавн. Т-ва «Час» у Київі, 1923. — 88 с.
Чепіга Я. Ф. Перший крок: букварь-читанка / рис. Алексєєва. — Х. ; К. : Книгоспілка, 1923. — 64 с.
Чепіга Я. Ф. Шляхом життя: читанка: для старш. (6–7) груп труд. шк., робфаків, шк. для
доросл. і т. ин. / уклад.: Іваниця Гр., Чепіга Я., Якубський Б. — Х. ; К. : Книгоспілка, 1923. — 256 с.
Чепіга Я. Ф. Держава й суспільство в справі виховання та освіти // Червоний шлях. — 1923. — № 6/7. — С. 93–102.
Чепіга Я. Ф. Метод цілих слів: із схемат. планом роботи за букварем «Перший крок». — К.: Книгоспілка, 1924. — 24 с.
Чепіга Я. Ф. Навчання в трудовій школі: практ. поради до навчання по труд. методу: рідна мова й арифметика. — К.: Т-во «Час» у Київі, 1924. — 87 с.
Чепіга Я. Ф. Практична трудова педагогика. — Х. ; К. : Книгоспілка, 1924. — 120 с.
Чепіга Я. Ф. Шляхом життя: читанка: для старш. (6–7) груп труд. шк., робфаків, шк. для
доросл. і т. ин. Ч. 1 / уклад.: Іваниця Гр., Чепіга Я., Якубський Б. — Вид. 2-ге. — Х. ; К. : Книгоспілка, 1924. — 238 с.
Чепіга Я. Ф. Весняно-літній період в практиці трудового навчання // Рад. освіта. — 1924. –
Ч. 3/4. — С. 26-36.
Чепіга Я. Ф. Знання в числах: задачник для труд. шк. : четвертий концентр : 4-й рік навчння. — Вид. 3-тє, доповн. — К. : Держ. Вид-во України, 1925. — 101 с.
Чепіга Я. Ф. Комплексне навчання: (метод. лист) // Народній учитель. — 1925. — 6 червня. — С. 3.
Чепіга Я. Ф. Що то є комплекс // Народній учитель. — 1925. — 21 липня. — С. 2.
Чепіга Я. Ф. Промінь: читанка: рік другий, триместр перший. — Х. : Держ. Вид-во України, 1926. — 35 с.
Чепіга Я. Ф. Промінь: читанка: рік другий, триместр другий. — Х. : Держ. Вид-во України, 1926. — 87 с.
Чепіга Я. Ф. Від розмов до діла: (з приводу дискусії про методи навчання) // Народній учитель. Тижневий додаток. — 1926. — 21 квітня. — С. 3.
Чепіга Я. Ф. Життя та числа: задачник за комплексами: рік третій. — К. : Держ. Вид-во
України, 1927. — 96 с.
Чепіга Я. Ф. Життя та числа: задачник за комплексами: рік четвертий. — Х. : Держ. Вид-во України, 1927. — 115 с.
Чепіга Я. Ф. Життя та числа: задачник за комплексами сіл. труд. шк.: рік другий: підручник. — Х. : Держ. Вид-во України, 1928. — 90 с.
Чепіга Я. Ф. Червоний прапор: буквар для шкіл лікнепу / Народ. Комісаріят освіти УСРР. –10-те ґрунтов. переробл. вид. — Х. : Держ. Вид-во України, 1929. — 110 с.
Чепіга Я. Ф. Методика навчання в трудовій школі першого концентру: посібник. — Х. :
Держ. Вид-во України, 1930. — 268 с.
Чепіга Я. Ф. Методика усної лічби та вправи у перших групах семирічки. — Б. м.: Рад. школа, 1930. — 18 с.
Чепіга Я. Ф. Методика навчання в трудовій школі першого концентру. — Вид. 2-ге, доповн. та змін. — Х. : Рад. школа, 1931. — 284 с.
Чепіга Я. Ф.  Методичні уваги до «робочої книжки» з математики: для 1-го та 2-го року
навчання в шк. — Х. : Рад. школа, 1931. — 53 с.
Чепіга Я. Ф. Зановий підручник для політехнічної школи: стаття дискусійна // Комуніст.
освіта. — 1931. — № 4. — С. 147—154.
Чепіга Я. Ф. Методика роботи з підручником математики : 1 рік навчання: методлист / Харк. облас. від. нар. освіти, Метод. група ; ред. т. Смілий. — Х. : Рад. школа,1932. — 31 с
Чепіга Я. Ф. Читання и робота над книжкою в першому концентрі політехнічної школи. — Х.: Рад. школа, 1932. — 26 с.
Чепіга Я. Ф. Буквар: для шкіл грамоти I ступня / ред. Юрченко ; худож. Ігнатьєв. — Х. ; К.: Рад. школа, 1933. — 59 с.
Чепіга Я. Ф. Методика роботи з підручником математики: рік 2 : на допомогу молодому
вчителеві / Харк. облас. від. народ. освіти, метод. сектор. — Х. : Рад. школа, 1933. — 27 с.
Чепіга Я. Ф. Методичні поради до букваря: для шкіл грамоти. — Х. : Рад. школа, 1934. — 35 с.
Чепіга Я. Ф. Методичні поради до роботи з читанкою першого клас. — Х. :Рад. школа, 1934. — 37 с.
Повний перелік праць Я. Ф. Чепіги та літератури про нього знаходиться в біобібліографічному покажчику: Яків Феофанович Чепіга (Зеленкевич) — видатний педагог, психолог, громадський діяч: біобібліогр. покажч. / Упоряд.: Лисиця Н. М., Айвазова Л. М., Бублик Н. М.,Стельмах Н. А.; наук. консультант і авт. вступ. ст. Березівська Л. Д. ; наук. ред.: Рогова П. І., Пономаренко Л. О. ; бібліогр. ред. Пономаренко Л. О. — Київ: Нілан-ЛТД, 2013. — 135 с.